# Педаль (орган)

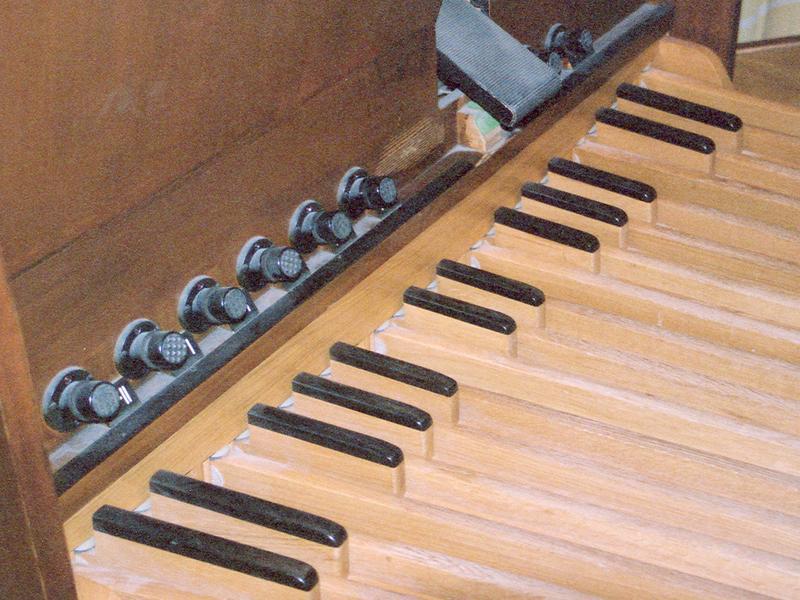
Органная педаль с механизмом управления швеллерными заслонками, пистонами для включения копул и секвенсера

Педаль (нем. Pedal, фр. pédalier, итал. pedaliera, англ. pedal keyboard) — ножная клавиатура органа. Термин «педаль» в сходном значении употребляется также по отношению к ножной клавиатуре карийона, клавесина, клавикорда и некоторых других музыкальных инструментов.

## Диапазон
Диапазон педальных клавиатур колеблется от 13 до 32 клавиш (примерно до 2½ октав, хроматически от до, в исключительных случаях, у очень больших органов — три октавы от ноты ля до ноты до). В ранних органах педаль может быть от ноты «до» или даже ноты «ре», или ещё короче. Как правило, органы имеют педаль и один или несколько мануалов. Маленькие органы без педали называются позитивами, ещё более редкими являются органы с двумя педальными клавиатурами. У барочных органов Иберии встречаются иногда небольшие полупедали диапазоном от одной до полутора октав.

## Конструкция
Принципиально существует два вида конструкций педальных клавиатур: параллельная и радиальная. В первой все клавиши расположены параллельно друг другу, во второй — расходятся радиально от скамьи. Педаль также может быть изогнута в горизонтальной плоскости: клавиши по краям находится выше клавиш в середине, и в вертикальном направлении — чёрные клавиши по краям длиннее центральных. Педаль, изогнутую только по вертикали, называют «простой изогнутой», по обоим направлениям — «двойной изогнутой».
|  |  |  |

### Блочная педаль

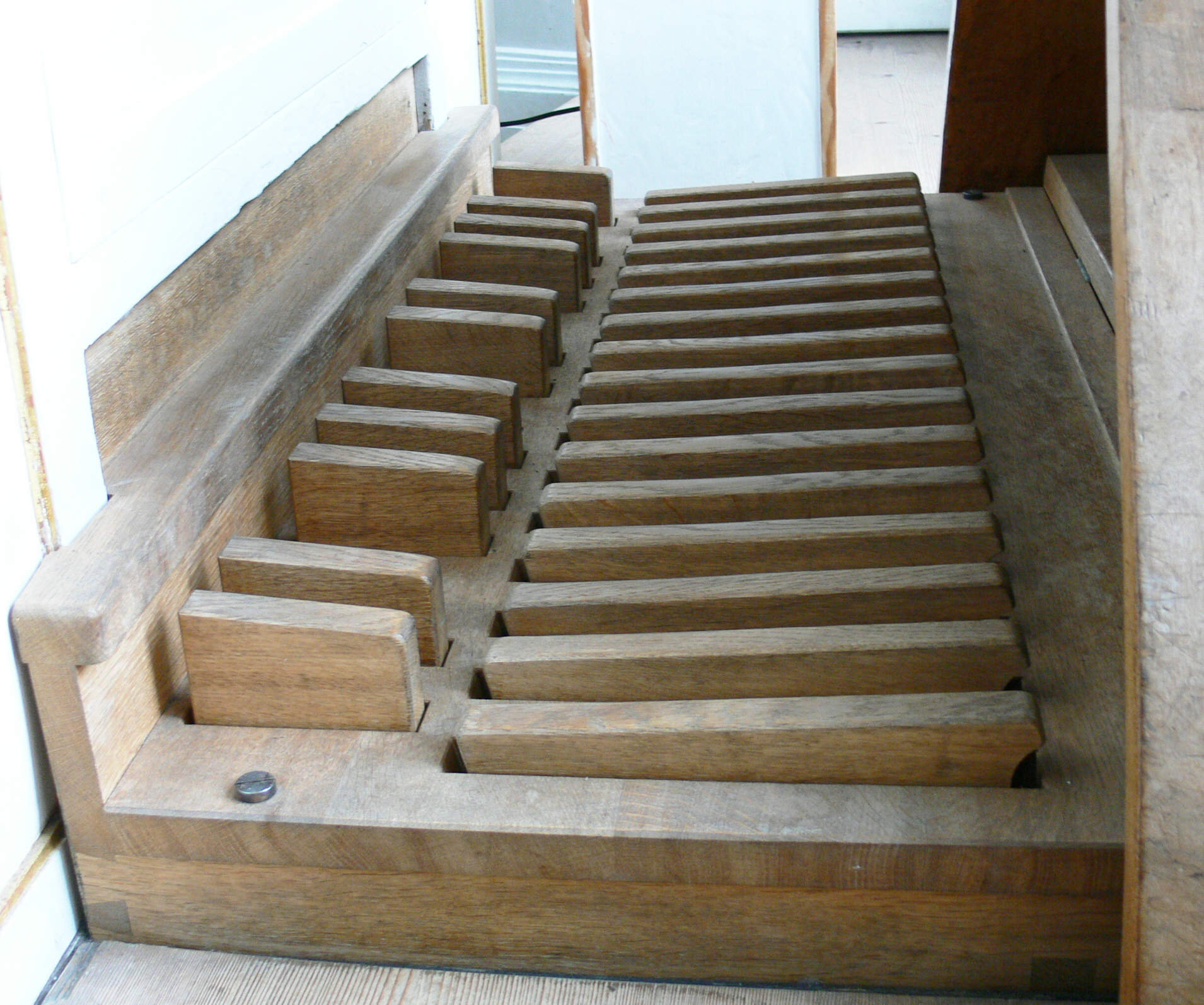
Блочная педаль органа в Вайсенау постройки Хольцхея

Педаль, в которой клавиши сделаны на манер блоков или кнопок, выступающих из поверхности «пола» педальной клавиатуры. Похожие педали были характерны для французских барочных органов (фр. pédalier à la française). На таких педалях невозможна техника исполнения одними носками обуви.

### Короткая педаль

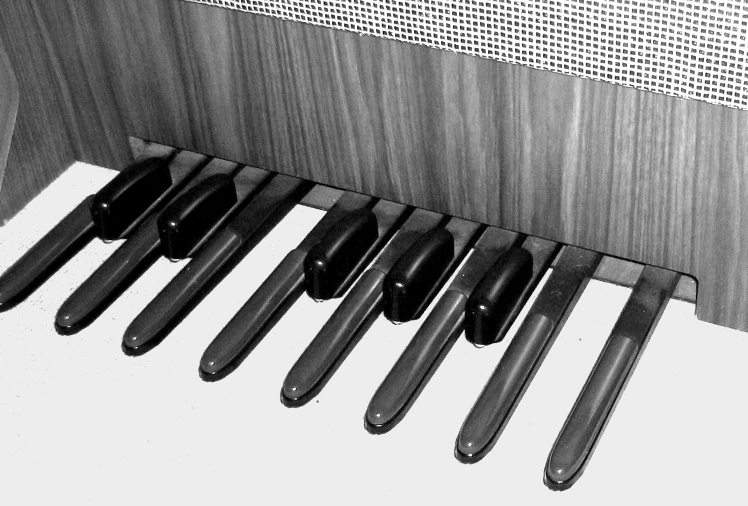
Короткая педаль органа Хаммонда

Такой тип педали (нем. Stummelpedal) известен у некоторых старых органов Альпийского региона. Содержат небольшое количество клавиш и не позволяют играть каблуком, что существенно ограничивает их применение. Также используются в электронных органах и как MIDI-педали.

### Кнопочная педаль
Этот тип педали (нем. Stöpselpedal) вместо клавиш имеет круглые кнопки, на манер баяна.

### Подвешенная педаль
Подвешенная (висящая) педаль (нем. Angehängtes Pedal) не имеет собственных регистров и используется только с копулой к одному из мануалов.

### Несамостоятельная педаль
Несамостоятельной педалью (нем. Unselbstständiges Pedal) называется клавиатура, с которой связано небольшое количество регистров (часто только два: 8' и 16'). Её использования также часто требует копул. Такой тип педали встречается в маленьких и домашних органах и обычно имеет только один регистр, например Untersatz 16′ или Subbass 16′. Является стандартом для барочных органов Иберийского региона, где часто выполнялась в виде кнопочной или блочной и, часто, только с одним регистром Contras c деревянными закрытыми трубами (нем. Holzgedackt) 8' или 16'+8'. Отнесение к этому типу не всегда однозначно. Например, педаль французских барочные органов часто имеет всего три регистра (Soubasse 16′ (гедакт), Flûte 8′ (принципал с широкой мензурой) и Trompette 8′ (открытая с металлическим колпачком)), но копула для музыки периода используется достаточно редко.

### Короткая октава

Расположение клавиш короткой октавы. Отсутствуют до-диез, ре-диез, фа-диез и соль-диез

Старые органы часто не имели клавиши для нижнего до-диез, не требуемого литературой того времени. Могли отсутствовать также нижние до, ре, ре-диез и другие клавиши, при этом «чистые» звуки (ре, ми) извлекались чёрными клавишами.

## Техника игры
На большинстве педальных клавиатур возможно исполнение как носком, так и каблуком обуви. Также возможно нажатие двух клавиш разными частями подошвы. В общем случае, без дополнительных приспособлений, в педали могут быть проведены до четырёх голосов. На практике даже два голоса в педали являются редкостью. Основным приемом игры является смена носка и каблука и скольжение от клавиши к клавише. Педальная аппликатура может быть обозначена в нотах специальными значками, которые не унифицированы. До XIX века играли только носками, отчасти из-за специфики устройства клавиатур. Согласно Фернандо Джермани, «немецкая техника» игры не различает носок и каблук.
Современная обувь редко подходит для игры на органе. Органисты обычно используют специальные туфли. Для виртуозной игры подходят узкие танцевальные туфли из сыромятной кожи с каблуком. Некоторые современные органисты, например Виллем Танке и Гельмут Киктон, играют вообще без обуви в одних носках.

## История

### XIII—XVI века
Изначально педальная клавиатура органа предназначалась для выдерживания длинных бурдонных звуков ренессансной полифонии. От такого использования педали происходит музыкальный термин органный пункт. Самые ранние формы педали представляли собой кнопки, непосредственно связанные с мануалом и прозывавшиеся «грибами». На таких педалях можно было играть лишь аккомпанемент или простые мелодии. Американский органист Пауэр Биггс утверждал, что «на них можно научиться играть, но свободная игра невозможна». Расположение чёрных клавиш могло быть подобным современному, либо на одном уровне с белыми клавишами. Первые педали имели всего три—четыре клавиши. Позднее расположение клавиш могло быть короткой октавой. В XIV веке строители органов делали для педали отдельные виндлады для подачи большого количества воздуха, требуемого большими трубами. Для них иногда строились специальные «органные башни». До XV века педальная клавиатура была обычно жёстко связана с мануалом Hauptwerk, хотя начиная с этого времени стали появляться педали с собственными трубами и регистрами. К XVI веку в диспозицию педали обычно имели один 16-футовый регистр и несколько 8-футовых. В XVII веке педали стали оснащать богатым набором регистров, которые, тем не менее, сильно отличались от инструмента к инструменту.

### XVII—XVIII века
К концу XVII века строители органов стали увеличивать диапазон педальных клавиатур до 28—30 нот. Немецкие педали стали оснащать бо́лее длинными клавишами с большими промежутками между ними. С добавлением шарнира, педальные клавиши стали работать мягче. Эти изменения позволили исполнителям играть более сложные быстрые партии, что дало возможность композиторам, например Баху, писать сложные соло в педали, либо поручать ей мелодию cantus firmus хорала, часто оттеняя её специальной регистровкой, используя, например, язычковые регистры.
Некоторые исследователи утверждают, что прогресс в дизайне педали в XVII веке способствовали развитию техники игры как носком, так и пяткой Тем не менее так называемый «немецкий» стиль педали, сформировавшийся в XVIII — XIX веках использует носок и пятку, в то время как «французский» — только носок.
В этот временной период педаль редко писали на отдельной нотной строке, помещая её партию под нотами для левой руки, часто либо вовсе не обозначая её как партию педали, либо помечая как P. или Ped.. Такое отсутствие маркировки сообразуется с барочной техникой исполнения, требовавшей от музыканта гармонизации генерал-баса, добавление собственной мелизматики, импровизации и т. д.

### XIX—XXI века
В 1855 году англичанин Генри Уиллис запатентовал вогнутое расположение клавиш педали, ставшее широко использоваться в Великобритании и США, и ставшее к 1903 году стандартом. В этот временной период изменилась и диспозиция педали: из неё постепенно стали исчезать высокие регистры. В произведениях эпохи педали снова начала поручаться в основном басовая функция, с чем справлялись регистры ниже 8'. К середине XIX века партию педали стали писать на отдельном нотоносце. Стала также указываться аппликатура. Для носка — знак «^», для пятки — «u» либо «o»; над нотой — правая нога, под — левая.
В 1884 году вышла первая школа педали шведского органиста Ларса Нильсона (швед. Lars Nilson).
Появление электрической трактуры сделало возможным расширение диспозиции как всего инструмента, так и педали, которая стала снабжаться больши́ми трубами, вплоть до 64'.

## Репертуар
Первый пример независимой партии в педали содержат работы Яна Свелинка (1562—1621). До этого педаль использовалась для выдержанных бурдонных звуков. Своей «виртуозностью и новшествами в использовании педальной клавиатуры» был известен немецкий композитор Дитрих Букстехуде (1637—1707). Его мастерство сильно повлияло на Иоганна-Себастьяна Баха, который «использовал педаль как полноправную клавиатуру и написал для неё виртуозные пассажи». Например, в гимне In dulci jubilo (BWV 608) главная тема проводится в педали в высоком регистре. Бах писал для педали виртуозные гаммы, арпеджио в прелюдиях, токкатах, фантазиях и фугах.
Существует небольшое количество произведений, предназначенных для исполнения только педалью. Английский органист и композитор Джордж Талбин-Болл (1896—1987) написал «Вариации на тему Паганини» для педали. Произведение основано на Каприсе №24 Паганини, — виртуозном произведении для скрипки соло. Произведение включает педальные глиссандо, скачки с одного конца клавиатуры на другой и аккорды из четырёх нот.
Бельгийский органист Фирмин Свиннен (1885—1972), известный в 20-е годы XX века в США своими органными импровизациями во время показа немых фильмов, написал каденцию для педали к Органной симфонии №5 Видора. Каденция была опубликована отдельно в  The American Organist. Издатель писал о ней как о «самой сложной, самой музыкальной доступной педальной каденции»; с этим были согласны критики, присутствовавшие на исполнении, отмечая сложнейшую ножную технику. В неделю своей премьеры симфония была исполнена 29 раз, «аудитория буквально визжала… при виде органиста на платформе в свете прожектора, играющего только ногами».
Несмотря на то, что педаль в основном используется для басовых партий, начиная с XVII века композиторы часто использовали её и для высоких партий. В своём «Небесном пиршестве» фр. Le Banquet Céleste Оливье Мессиан помещает мелодию во флейтовом регистре 4′ в педаль.
Начиная с XX века композиторы увеличивали свои требования к технике игры в педали. Исполнители могут продемонстрировать свою виртуозность, например в произведениях Вильгельма Миддельшульте Perpetuum mobile, «Маскараде» (англ. Pageant) (1931) Лио Соуэрби и «Шести этюдах» (англ. Six études) Op. 5 (1944) Жанны Дамесьё, напоминающих драматические педальные соло эпохи барокко.

## Педальные клавиатуры других инструментов
Помимо органа педальная клавиатура регулярно используется на карильонах. Исторически педальные клавиатуры изготавливались для клавесинов и фортепиано, в основном для тренировки органистов. Для педального фортепиано писались концерты (Гуно). Сейчас строится итальянской фортепианной фирмой Luigi Borgato.

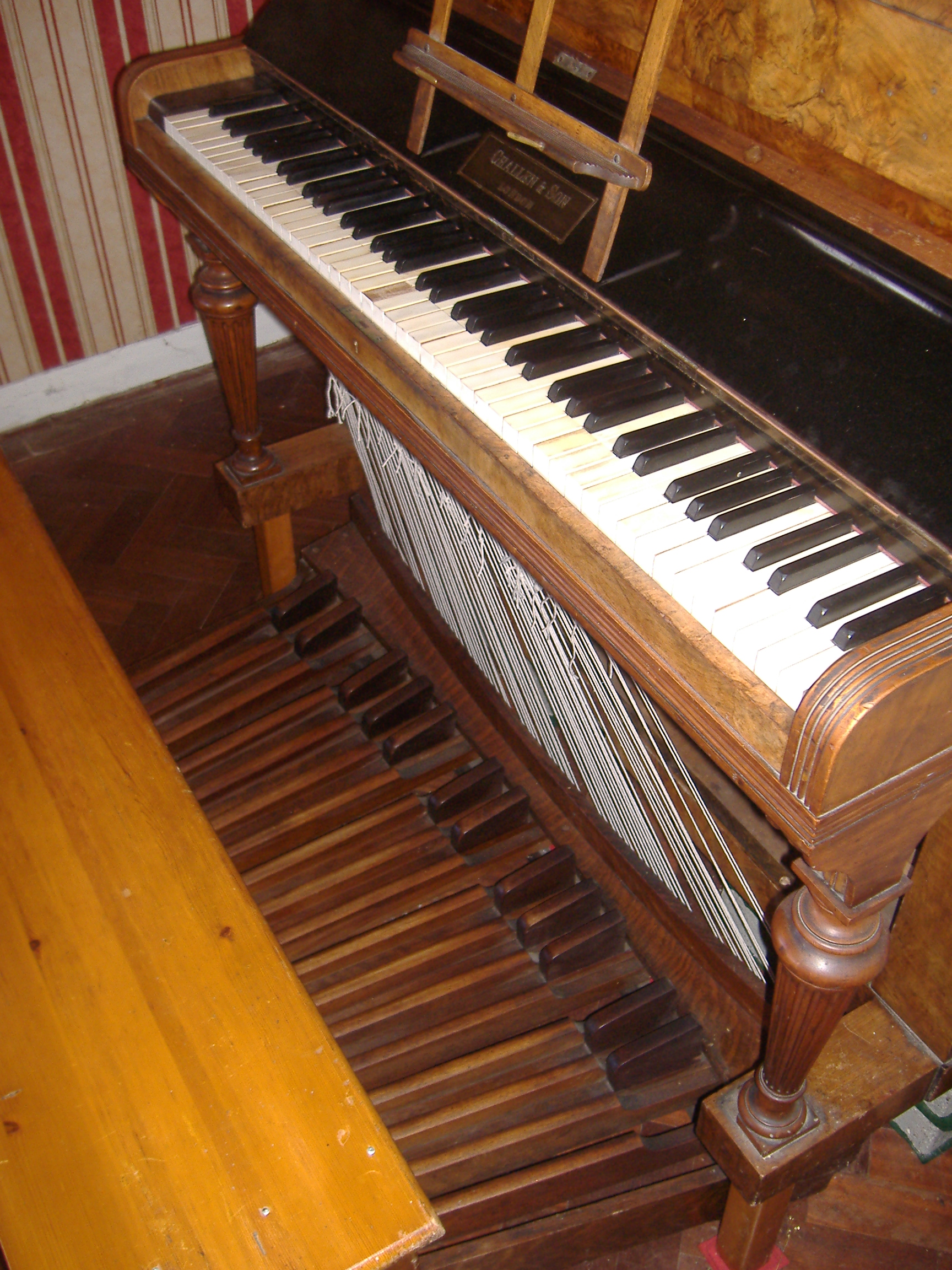
Пианино с педальной клавиатурой
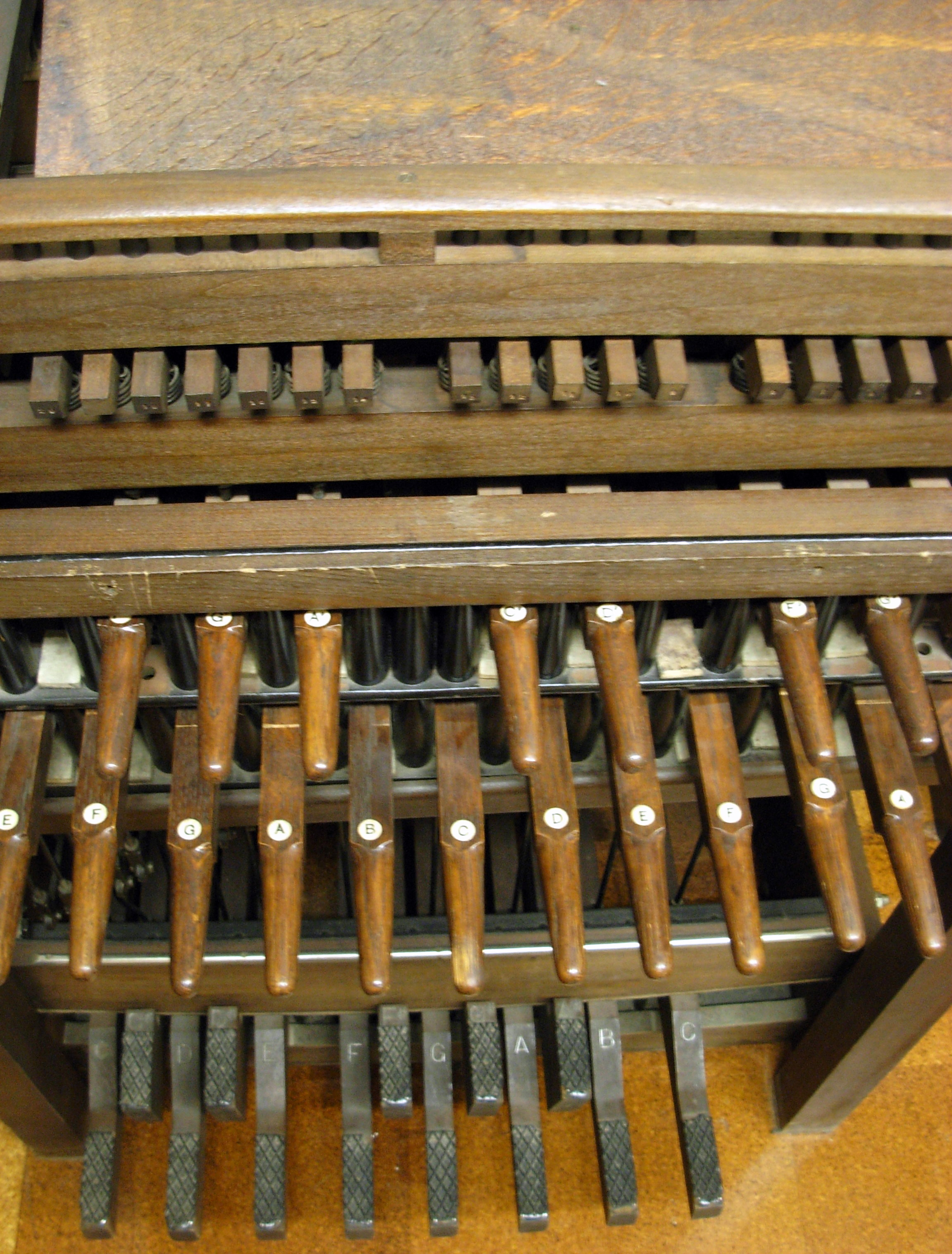
Мануал и педаль (чёрного цвета) карильона
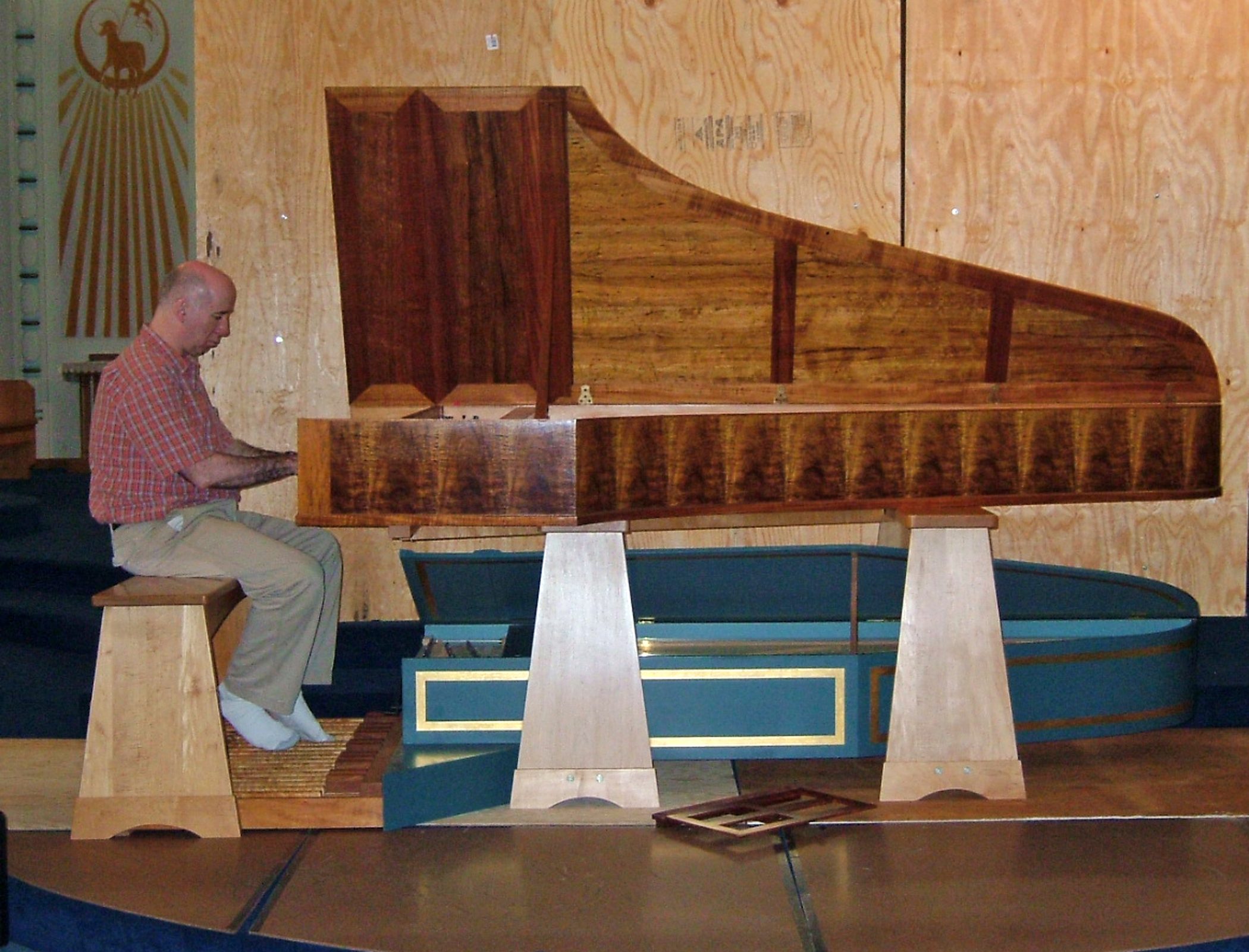
Педальный клавесин
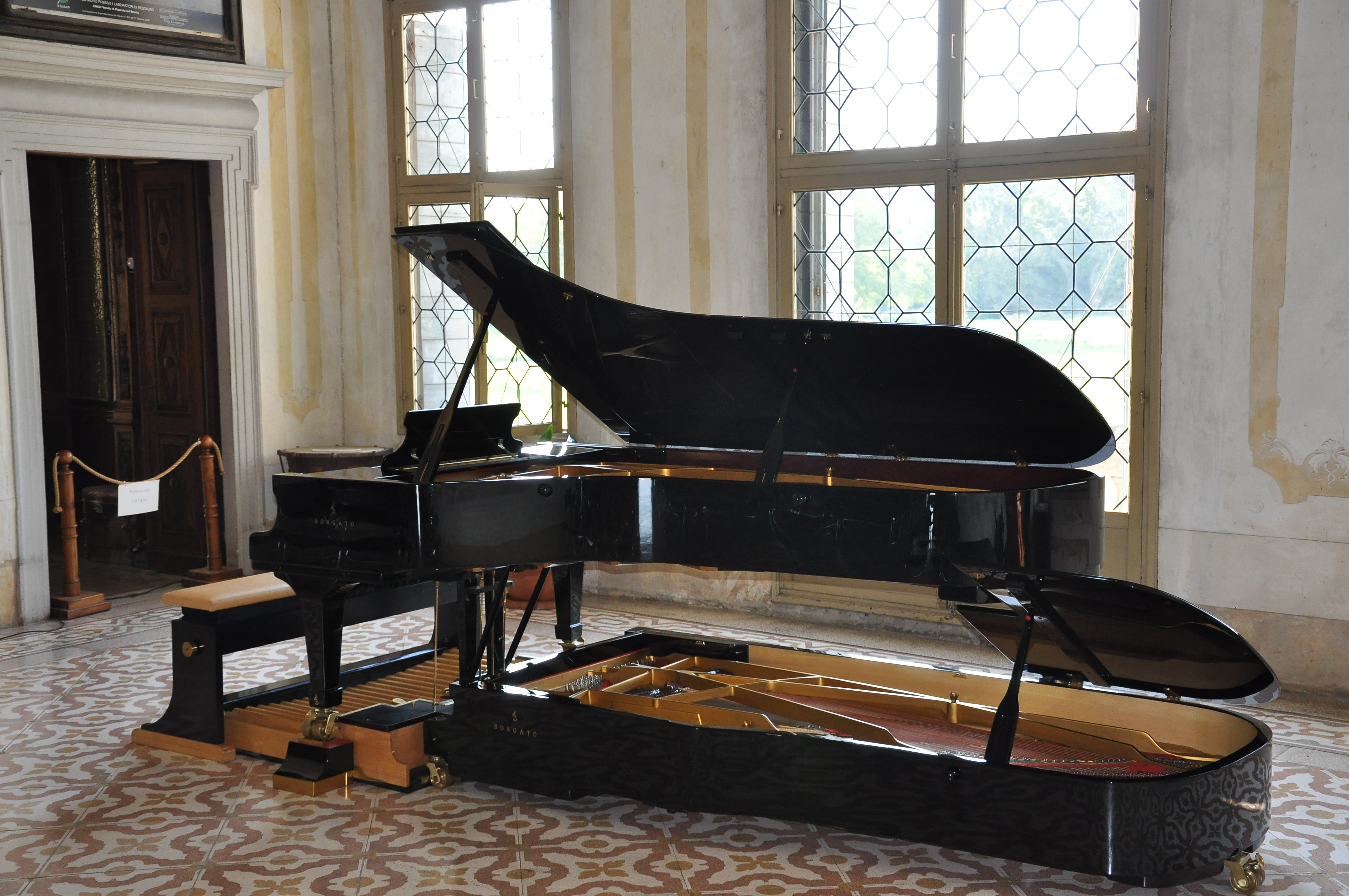
Двойной рояль фирмы Luigi Borgato

## Видео
- Мютель. Соната соль минор. Соло в педали на 2’10
- Канон. Пахельбель
- Ave Maria. Бах-Гуно c мелодией в педали
- Маскарад Лео Соуэрби